# 中島梨紗
中島 梨紗（なかしま りさ、1986年12月27日 - ）は、日本の女子プロ野球選手。福岡県大牟田市出身。

## 経歴

### プロ入り前
大牟田市立銀水小学校2年生のとき、野球をやっていた兄の影響で、地元のクラブチーム「大牟田イーグルス」に所属する。
大牟田市立橘中学校に進学し、女子野球部は存在しなかったために男子軟式野球部に入部。周りが男子ばかりである紅一点の状態にもかかわらず実力でピッチャーのポジションにつく。
中学卒業後は、九州で女子硬式野球部が強いと有名だった鹿児島県の神村学園高等部に進学。寮で生活し、野球漬けの毎日を送る。
高校を卒業する前に進路で悩むこともあったが、当時から野球が盛んだった関東でプレーをしたいと考えるようになり、桜美林大学に進学。クラブチーム「侍」に所属しながら、大学にある男子準硬式野球部の練習生としても活動する。
大学卒業後の2010年、世界を見て歩きたいと考えるようになり、オーストラリアへ語学留学。現地の語学学校に通い始める。その翌年の3月、一時日本に帰国してクラブチーム「侍」でプレーをしていたが、同年にワーキングホリデーを利用して、再びオーストラリアへ渡る。現地の飲食店でアルバイトをしたり、少年野球の審判や高校生のソフトボールの授業の臨時コーチを務める。
帰国後は、日本女子野球協会を応援している株式会社マルタカパルスに就職。営業・企画・事務など幅広く業務につく。
2012年に関東に女子プロ野球チームアストライアが誕生することを知り、野球への情熱が再燃。同年のトライアウトを受験しプロ入りを決める。ちなみに中島はリーグ初年度を除けば最高齢記録となる、26歳でのプロ入りとなった。

### プロ入り後
2013年、中盤戦から抑えに転向。大田秀奈美、半田渚の2人を先発の軸にし中島につなぐリレーが確立し、チームの勝利に大きく貢献した。翌年の2014年、プロ2年目ながらチーム最年長選手となり、兼任コーチに就いた。2015年には現役を引退。

### 引退後
2016年には埼玉アストライアのコーチやWBSC第7回女子野球ワールドカップコーチとして活躍、2017年には埼玉アストライアの監督に就任し、1年目でリーグ優勝に導き、同年12月に退任した。
2018年WBSC第8回女子野球ワールドカップは、オーストラリア代表のピッチングコーチとして参加。
2020年には女子野球日本代表の監督に就任。
2021年からはイチロー率いる草野球チーム「KOBE CHIBEN」と高校野球女子選抜の試合で女子選抜の監督を務めている。

## 詳細情報

### 年度別投手成績
| 年 度     | 球 団        | 登 板 | 先 発 | 完 投 | 完 封 | 無 四 球 | 勝 利 | 敗 戦 | セ 丨 ブ | ホ 丨 ル ド | 勝 率 | 打 者 | 投 球 回 | 被 安 打 | 被 本 塁 打 | 与 四 球 | 敬 遠 | 与 死 球 | 奪 三 振 | 暴 投 | ボ 丨 ク | 失 点 | 自 責 点 | 防 御 率 | W H I P |
| --------- | ------------ | ----- | ----- | ----- | ----- | -------- | ----- | ----- | -------- | ----------- | ----- | ----- | -------- | -------- | ----------- | -------- | ----- | -------- | -------- | ----- | -------- | ----- | -------- | -------- | ------- |
| 2013      | アストライア | 29    | -     | 4     | 0     | 0        | 4     | 7     | 9        | 0           | .364  | 331   | 78.2     | 75       | 0           | 24       | -     | 5        | 24       | 0     | 0        | 34    | 28       | 2.49     | 1.26    |
| 2014      | アストライア | 25    | -     | 1     | 0     | 0        | 6     | 9     | 1        | 0           | .400  | 421   | 96.0     | 91       | 1           | 26       | -     | 19       | 38       | 0     | 0        | 42    | 31       | 2.26     | 1.22    |
| 2015      | アストライア | 18    | -     | 1     | 0     | 0        | 2     | 1     | 0        | 0           | .667  | 150   | 34.2     | 36       | 1           | 15       | -     | 17       | 7        | 5     | 0        | 19    | 16       | 3.24     | 1.47    |
| JWBL：3年 | JWBL：3年    | 72    | -     | 6     | 0     | 0        | 12    | 17    | 10       | 0           | .414  | 902   | 209.1    | 202      | 2           | 65       | -     | 41       | 69       | 5     | 0        | 95    | 75       | 2.51     | 1.28    |

- 「-」は記録なし。
- 太字はリーグ1位。
- 赤太字は女子プロ野球最高。

### 年度別打撃成績
| 年 度     | 球 団        | 試 合 | 打 席 | 打 数 | 得 点 | 安 打 | 二 塁 打 | 三 塁 打 | 本 塁 打 | 塁 打 | 打 点 | 盗 塁 | 盗 塁 死 | 犠 打 | 犠 飛 | 四 球 | 敬 遠 | 死 球 | 三 振 | 併 殺 打 | 打 率 | 出 塁 率 | 長 打 率 | O P S |
| --------- | ------------ | ----- | ----- | ----- | ----- | ----- | -------- | -------- | -------- | ----- | ----- | ----- | -------- | ----- | ----- | ----- | ----- | ----- | ----- | -------- | ----- | -------- | -------- | ----- |
| 2013      | アストライア | 31    | 22    | 18    | 3     | 6     | 2        | 0        | 0        | 8     | 2     | 1     | 1        | 1     | 0     | 3     | -     | 0     | 3     | 0        | .333  | .429     | .444     | .873  |
| 2014      | アストライア | 30    | 19    | 16    | 1     | 3     | 0        | 0        | 0        | 3     | 1     | 0     | 0        | 2     | 0     | 1     | -     | 0     | 2     | 1        | .188  | .235     | .188     | .423  |
| 2015      | アストライア | 18    | 0     | 0     | 0     | 0     | 0        | 0        | 0        | 0     | 0     | 0     | 0        | 0     | 0     | 0     | -     | 0     | 0     | 0        | ----  | ----     | ----     | ----  |
| JWBL：3年 | JWBL：3年    | 79    | 41    | 34    | 4     | 9     | 2        | 0        | 0        | 11    | 3     | 1     | 1        | 3     | 0     | 4     | -     | 0     | 5     | 1        | .265  | .342     | .324     | .666  |

- 「-」は記録なし。
- 太字はリーグ1位。

### 背番号
- 11 （2013年 - 2015年）
- 51 （2016年）[3]
- 50 （2017年）[5]